# Allium brevidens
Allium brevidens — вид рослин з родини амарилісових (Amaryllidaceae); поширений у Таджикистані й Узбекистані.

## Опис
Рослина рідко буває вище 30 см. Листки вузько циліндричні. Суцвіття швидше нещільне напівкулясте чи майже кулясте. Квітки жовтуваті з пурпуруватими тичинковими нитками. Allium brevidens subsp. pshikharvium, на відміну від типового підвиду, має зелені листочки оцвітини з темно-зеленими серединними жилками, а тичинкові нитки фіолетові.

## Поширення
Поширений у Таджикистані й Узбекистані.